# 楢崎宗重
楢崎 宗重（ならさき むねしげ、1904年6月26日 - 2001年7月18日）は、日本の美術史家、立正大学名誉教授。

## 来歴
佐賀県生まれ。東京帝国大学卒。1942年立正大学教授。1954年「近世風俗画様式史の研究」で東洋大学文学博士。1962年日本浮世絵協会を設立し理事長。1975年定年退任、名誉教授。研究活動の中で収集した美術品は、墨田区に寄贈し、現在はすみだ北斎美術館が所蔵している。

## 著書
- 日本版画の美 不二書房 1942
- 美術と史学 有光社 1943
- 北斎論 アトリヱ社 1944
- 浮世絵史話 巧芸社 1948
- 江の島と錦絵 鎌倉市教育委員会ほか 1959 (鎌倉国宝館論集）
- 広重 浮世絵界の巨匠のあゆみ 清水書院 1971 (センチュリーブックス) 「広重の世界・巨匠のあゆみ」清水新書
- 浮世絵の美学 講談社 1971
- 絵画論集 講談社 1977.6
- 原色浮世絵大百科事典 第1巻 歴史 大修館書店 1981.2

## 編共著
- 新らしい言語の辞林 光文館 1934
- 東洋美術文庫 第18巻 清長 アトリヱ社 1938
- 日本風景版画史論 近藤市太郎共著 アトリヱ社 1943
- 浮世絵全集 第6 風景画 河出書房 1956
- 原色版美術ライブラリー 第117 北斎 みすず書房 1957
- 浮世絵全集 第4 美人画 第3 花鳥画 近藤市太郎共編 河出書房 1957
- 白潮山荘浮世絵鑑賞 内山晋 1958.12
- 日本美術大系 第5巻 近世絵画 水尾博、吉沢忠共著 講談社 1959
- 日本版画美術全集 第5巻 浮世絵 第4(北斎-広重) 講談社 1960
- 北斎と広重 第1-8 講談社 1964-1965
- 歌舞伎図巻 河竹繁俊共編 東京中日新聞出版局 1964
- 浮世絵美人画・役者絵 第1-4 講談社 1965
- 浮世絵名作選集 第1 初期浮世絵 日本浮世絵協会 山田書院 1967
- 北斎 講談社 1967 (原色写真文庫)
- 浮世絵名作選集 第6 国貞 日本浮世絵協会 山田書院 1968
- 浮世絵名作選集 第10 歌麿 日本浮世絵協会 山田書院 1968
- 浮世絵名作選集 第3 春章 日本浮世絵協会 山田書院 1968
- 在外秘宝 欧米収蔵日本絵画集成 1-6 学習研究社 1969-1973
- 肉筆浮世絵 講談社 1970
- 日本絵画館 8 江戸 2 吉沢忠共編 講談社 1970
- 日本の名画 13 東洲斎写楽 講談社 1972
- 近世風俗図巻 第1-3巻 毎日新聞社 1973-1974
- 日本の美術 24 写楽 小学館 1974 (ブック・オブ・ブックス)
- 浮世絵大系 1 師宣 治兵衛・清信・清倍・懐月堂派・政信・重長・豊信・清満・長春・祐信ほか 集英社 1974
- 浮世絵大系 3 春章 春好・春英・文調・重政・政演・政美ほか 集英社 1974
- 木曽街道六十九次 英泉、広重 岡畏三郎、鈴木重三共編 毎日新聞社 1975
- 広重武相名所旅絵日記 歌川広重 鹿島出版会 1976
- 浮世絵聚花 11 大英博物館 山口桂三郎共著 小学館 1979.2
- 浮世絵聚花 8 フォッグ美術館・ネルソン美術館 小学館 1980.6
- 浮世絵聚花 16 フリーア美術館 ハロルド・P.スターン共著 小学館 1981.3
- 肉筆浮世絵 集英社 1981-1982
- 秘蔵浮世絵大観 全12巻別巻 講談社 1987-1990
- 秘蔵浮世絵大観 プルヴェラー・コレクション 講談社 1990.9
- 秘蔵浮世絵大観 ムラー・コレクション 講談社 1990.12
- 秘蔵浮世絵大観 ベレス・コレクション 講談社 1991.3
- 名品揃物浮世絵 8 北斎 1(大錦揃物) 永田生慈共編 ぎょうせい 1991.4